# Jacek Głębski
Jacek Głębski (ur. 13 lipca 1963) – polski prozaik i dziennikarz.

## Życiorys
Studiował geografię na Uniwersytecie Łódzkim oraz dziennikarstwo na Uniwersytecie Warszawskim.
Pracował jako reporter dla Dziennika Łódzkiego, tygodników Prawo i Życie, Przegląd Tygodniowy, Odgłosy, Polskiej Agencji Informacyjnej Interpress. Debiut pisarski miał w 1998 roku, kiedy to wydał powieść Kuracja. Została ona nagrodzona w I edycji ogólnopolskiego konkursu na powieść zorganizowanego przez Wydawnictwo Znak. W 2001 roku została zekranizowana przez Teatr Telewizji w reżyserii Wojciecha Smarzowskiego. Telewizyjna adaptacja zdobyła Grand Prix na festiwalu Dwa Teatry Sopot`2002 oraz na festiwalu sztuki reżyserskiej Prezentacje Katowice`2002. Należy do Stowarzyszenia Pisarzy Polskich.
Twórca i od 2013 roku redaktor naczelny czasopisma Dobre Praktyki. Innowacje w edukacji, wydawanego przez Łódzkie Centrum Doskonalenia Nauczycieli i Kształcenia Praktycznego.

## Twórczość

### Powieści
- Kampania (2021)[4]
- Kuracja (1998, 2005, 2021)[5]
- Kryminalista (2001, 2021)[6]
- Droga do Ite (2006)[7]
- Narodziny bogów, czyli współczesne mity greckie (2009)

### Scenariusze filmowe
- Kuracja (Hollywood Sunrise Studio, Kanada)
- Bunt (wraz z Feliksem Falkiem)
- Kryminalista (Contra Studio Łódź)
- Dzieci ośmiornicy (wraz z Grzegorzem Królikiewiczem)
- Księżniczka (wraz z Piotrem Gralakiem)

### Dramaty teatralne
- Kuracja
- Gwiazda
- Święta Inkwizycja